# لایسندر اسپونر
لیسندر اسپونر (به انگلیسی: Lysander Spooner) (زاده ۱۸۰۸- مرگ ۱۸۸۷)وکیل، نظریه‌پرداز حقوقی، کارآفرین و بردگی‌ستیز آمریکایی قرن نوزدهمی است. او حرفه‌ی وکالت خود را در ماساچوست در نافرمانی آشکار با قوانین موضوعه‌ی ایالتی آغاز کرد. اسپونر درس حقوق را در کالج نخوانده بود. قوانین موضوعه‌ی ماساچوست حکم می‌کرد که فارغ‌التحصیلان کالج بعد از سه سال کار نزد یک وکیل می‌توانند حرفه‌ی مستقل خود را آغاز کنند، و در مقابل آنان که مدرک کالج ندارند، ملزم به پنج سال کارآموزی‌اند. اسپونر آشکارا بعد از سه سال و بدون مدرک کالج کار خود را آغاز کرد و قاعدتاً سروکارش به دادگاه افتاد. او استدلال کرد که قانون تبعیضی دولتی نسبت به فقرا و درآمدی انحصاری برای وکلا برقرار کرده است. در نتیجه‌ی نافرمانی اسپونر سرانجام مجلس مقننه‌ی ایالتی آن محدودیت را ملغا کرد.
نافرمانی بزرگ‌تر اسپونر برپا کردن شرکت آمریکایی خدمات پستی بود که انحصار پستی دولتی آمریکا را به چالش کشید. ارائه‌ی خدمات ارزان‌تر پستی اسپونر را صاحب یک کسب‌وکار سودآور کرد. این بار، اما شکستن انحصار تجاری دولت فدرال پرهزینه‌تر بود. به موجب قانون اساسی ایالات متحده، دولت فدرال مجاز به برپا کردن یک شرکت پست دولتی هست، این اجازه اما برای سال‌ها به معنای ممنوعیت فعالیت شرکت‌های پست خصوصی تفسیر می‌شد. دفاع سرسختانه‌ی دولت فدرال از حق انحصاری‌اش هزینه‌ی گزافی را به کسب‌وکار تازه‌ جا‌ن‌ گرفته‌‌ی او تحمیل کرد و سرانجام اسپونر ناامید از دسترس‌پذیر بودن پیروزی در دعوای حقوقی  و سیاسی شرکت‌اش را تعطیل کرد. در به چالش کشیدن انحصار شرکت پست دولتی، اسپونر یک قرن از زمانه‌ی خود جلوتر بود.
مهم‌ترین اظهار نظر لیسندر اسپونر: افسانه‌ی قرارداد اجتماعی موجد قدرت قانونی نیست.